# 渡邊啓太
渡邊 啓太（わたなべ けいた、1992年3月25日 - ）は、埼玉県川越市出身のショートトラックスピードスケート選手である。聖望学園高校、阪南大学卒業、現・同大学嘱託職員。

## 成績
世界ショートトラック選手権
- 2018年（モントリオール）：5000mリレー 3位
- 2019年（ソフィア）：総合6位／500m 14位／1000m 4位／1500m 8位／3000mSF 3位／5000mリレー 7位

ワールドカップ
- 2018年/2019年シーズン
  - ドレスデン：1000m(2) 6位／1500m 5位／5000mリレー 2位
  - トリノ：500m(2) 7位／1500m 5位／5000mリレー 2位
- 2019年/2020年シーズン
  - 名古屋：1500m(1) 3位／5000mリレー 5位

2017年アジア冬季競技大会
- 500m 7位／1000m 4位／1500m 6位／5000mリレー 3位

全日本ショートトラック選手権大会
- 2018年/2019年シーズン：総合2位／500m 2位／1000m 1位／1500m 2位
- 2019年/2020年シーズン：総合優勝
- 2020年/2021年シーズン：総合優勝

全日本ショートトラック距離別選手権大会
- 2019年：1000m 優勝／1500m 2位